# アルネ・フリードリヒ
アルネ・フリードリヒ（Arne Friedrich、1979年5月29日 - ）は西ドイツ出身の元サッカー選手。ポジションはディフェンダー。

## クラブ経歴
1999-2000シーズンに当時3部のSCフェールでプロデビュー。2000-01シーズンに当時2部のアルミニア・ビーレフェルトへ移籍しレギュラーを獲得すると、2002年にはヘルタ・ベルリンへ移籍しブンデスリーガデビュー。1年目からレギュラーとなり、そのシーズンのDFLリーガポカール優勝に貢献した。2004-05シーズンからはヘルタのキャプテンを務めた。2010年7月2日、移籍金200万ユーロの3年契約でVfLヴォルフスブルクへ移籍。レギュラーとして期待されたものの、故障もあって15試合の出場に留まった。2011年9月19日、ヴォルフスブルクとの契約を解除した。
2012年3月8日、アメリカ・メジャーリーグサッカーのシカゴ・ファイアー へ1年契約で移籍することが発表された。
シカゴではシーズン開始には間に合わず、また怪我で出場出来なかった期間やレッドカードによる出場停止もあったが、シーズンを通して安定したスタメンのポジションで、計24試合に出場。2012年11月7日、シカゴ・ファイアー公式HP上で再契約が発表され、2013年シーズンもシカゴ・ファイアーでのプレー続行が決まった。
2013年6月、現役引退を発表した。

## 代表経歴
代表にはクラブでの活躍が認められた2002年に初招集を受け、8月21日のブルガリア戦で代表デビュー。ライバルであったアンドレアス・ヒンケルに勝利してポジションを掴んだ。ユルゲン・クリンスマン政権の下、2006 FIFAワールドカップに右サイドバックで出場したが、ヨアヒム・レーヴ政権下ではクレメンス・フリッツやアンドレアス・ベックらの台頭によりセンターバックでの出場が多い。センターバックで出場する際は同姓のマヌエル・フリードリヒとしばしば「フリードリヒ・コンビ」を組んだ。2010 FIFAワールドカップではセンターバックのレギュラーとして出場し、準々決勝のアルゼンチン戦では代表初得点を挙げた。

## 代表歴

### 出場大会
- ドイツ代表
  - 2006 FIFAワールドカップ
  - 2010 FIFAワールドカップ

### 試合数
- 国際Aマッチ 82試合 1得点（2002年-2011年）[5]

| ドイツ代表 | 国際Aマッチ | 国際Aマッチ |
| 年         | 出場        | 得点        |
| ---------- | ----------- | ----------- |
| 2002       | 4           | 0           |
| 2003       | 10          | 0           |
| 2004       | 10          | 0           |
| 2005       | 8           | 0           |
| 2006       | 16          | 0           |
| 2007       | 7           | 0           |
| 2008       | 9           | 0           |
| 2009       | 5           | 0           |
| 2010       | 10          | 1           |
| 2011       | 3           | 0           |
| 通算       | 82          | 1           |

## 獲得タイトル
ヘルタ・ベルリン
- DFLリーガポカール : 2002
- UEFAインタートトカップ : 2006